# Charles Joseph Devillers
Charles Joseph Devillers, född 1724 i Rennes, död 1810 var en fransk naturalist.
Devillers var medlem av l’Académie des sciences belles-lettres et arts de Lyon mellan 1764 och 1810. Han ägde ett kuriosakabinett och ägnade sig åt fysik och matematik. Devillers publicerade 1789 Caroli Linnaei entomologia, som var en sammanställning av insektsbeskrivningar utförda av Carl von Linné. Han var god vän med läkaren Philibert Commerson (1727–1773), professor Jean-Emmanuel Gilibert (1741–1814) och botanikern Marc Antoine Louis Claret de La Tourrette (1729–1793).